# José Vicente (advogado)
José Vicente é um advogado, professor e sociólogo brasileiro. É reitor e diretor geral e acadêmico da Universidade Zumbi dos Palmares, membro do Conselho de Desenvolvimento Econômico Social e Sustentável (CDES) da Presidência da República e do Conselho Editorial do jornal Folha de S.Paulo, apresentador de programas televisivos na TV Cultura, também participa de outras instituições governamentais e privadas. José Vicente foi considerado um dos empresários no setor de ensino mais influentes no Brasil, segundo a Revista Empresários.

## Biografia
José Vicente nasceu no município paulista de Marília, vindo de uma família de trabalhadores rurais boias-frias.

### Carreira acadêmica
José Vicente é doutor em educação e mestre em administração pela Universidade Metodista de Piracicaba e mestre em ciências jurídicas pela Escola Paulista de Direito (EPD).